# Mycetia brevipes
Mycetia brevipes är en måreväxtart som beskrevs av Foon Chew How, S.Y.Jin och Yi Ling Chen. Mycetia brevipes ingår i släktet Mycetia och familjen måreväxter. Inga underarter finns listade i Catalogue of Life.